# Benedikt Höwedes
Benedikt Höwedes (Haltern, 29 februari 1988) is een Duits voormalig profvoetballer die als centrale verdediger, rechtsback en linksback uit de voeten kon. Hij kwam tussen 2007 en 2020 achtereenvolgens uit voor Schalke 04, Juventus en Lokomotiv Moskou. Höwedes debuteerde in 2011 in het Duits voetbalelftal.

## Clubcarrière
Höwedes debuteerde in 2007/08 op het hoogste niveau in het shirt van Schalke 04, waar hij in december 2008 zijn contract verlengde tot aan de zomer van 2014. Hij kwam uit voor Duitse nationale selecties onder 18, onder 19, onder 20 en onder 21. Höwedes' eerste wedstrijd in de hoofdmacht van Schalke was een duel in de UEFA Champions League tegen Rosenborg BK, nadat Christian Pander geblesseerd had moeten afzeggen. Als basisspeler kwam Höwedes tot en met het seizoen 2013/14 167 maal in de competitie uit voor Schalke. Twintig wedstrijden speelde hij om de DFB-Pokal, waaronder de gewonnen finale in 2011. In de internationale clubtoernooien kreeg Höwedes in 46 wedstrijden speelminuten, waaronder de tien Champions Leagueduels in het seizoen 2013/14. Op 18 maart 2014 werd hij met zijn club uitgeschakeld in de achtste finale door de latere kampioen Real Madrid. In de zomer van 2017 vertrok Höwedes op huurbasis voor een seizoen naar Juventus, hij kwam hier slechts tot 3 competitiewedstrijden en de optie tot koop werd niet gelicht. De verdediger tekende in juli 2018 een contract tot medio 2022 bij Lokomotiv Moskou, dat hem overnam van Schalke 04. Dit contract diende hij echter niet uit, want in juli 2020 kondigde de Duitser aan per direct te stoppen als profvoetballer.

## Clubstatistieken
| Seizoen     | Club             | Competitie   | Competitie | Competitie | Beker | Beker | Internationaal | Internationaal | Totaal | Totaal |
| Seizoen     | Club             | Competitie   | Wed.       | Dlp.       | Wed.  | Dlp.  | Wed.           | Dlp.           | Wed.   | Dlp.   |
| ----------- | ---------------- | ------------ | ---------- | ---------- | ----- | ----- | -------------- | -------------- | ------ | ------ |
| 2007/08     | FC Schalke 04    | Bundesliga   | 6          | 0          | 0     | 0     | 3              | 0              | 9      | 0      |
| 2008/09     | FC Schalke 04    | Bundesliga   | 24         | 2          | 0     | 0     | 7              | 0              | 31     | 2      |
| 2009/10     | FC Schalke 04    | Bundesliga   | 33         | 3          | 5     | 3     | –              | –              | 38     | 6      |
| 2010/11     | FC Schalke 04    | Bundesliga   | 30         | 1          | 6     | 1     | 10             | 2              | 46     | 4      |
| 2011/12     | FC Schalke 04    | Bundesliga   | 22         | 1          | 3     | 0     | 8              | 0              | 33     | 1      |
| 2012/13     | FC Schalke 04    | Bundesliga   | 32         | 0          | 3     | 0     | 8              | 2              | 43     | 2      |
| 2013/14     | FC Schalke 04    | Bundesliga   | 19         | 1          | 3     | 1     | 10             | 0              | 32     | 2      |
| 2014/15     | FC Schalke 04    | Bundesliga   | 28         | 2          | 0     | 0     | 6              | 1              | 34     | 3      |
| 2015/16     | FC Schalke 04    | Bundesliga   | 15         | 1          | 1     | 0     | 3              | 0              | 19     | 1      |
| 2016/17     | FC Schalke 04    | Bundesliga   | 31         | 1          | 4     | 0     | 11             | 1              | 46     | 2      |
| Club totaal | Club totaal      | Club totaal  | 240        | 12         | 25    | 5     | 66             | 6              | 331    | 23     |
| 2017/18     | → Juventus       | Serie A      | 3          | 1          | 0     | 0     | 0              | 0              | 3      | 1      |
| Club totaal | Club totaal      | Club totaal  | 3          | 1          | 0     | 0     | 0              | 0              | 3      | 1      |
| 2018/19     | Lokomotiv Moskou | Premjer-Liga | 17         | 3          | 4     | 1     | 5              | 0              | 26     | 4      |
| 2019/20     | Lokomotiv Moskou | Premjer-Liga | 18         | 0          | 0     | 0     | 6              | 0              | 24     | 0      |
| Club totaal | Club totaal      | Club totaal  | 35         | 3          | 4     | 1     | 11             | 0              | 50     | 4      |

## Interlandcarrière
Onder leiding van bondscoach Joachim Löw maakte Höwedes op 29 mei 2011 zijn debuut voor Duitsland, in een vriendschappelijke thuiswedstrijd tegen Uruguay (2–1). Hij viel in dat duel na 66 minuten in voor aanvoerder Philipp Lahm. Höwedes maakte zijn eerste interlanddoelpunt op 15 augustus 2012 tegen Argentinië; na een opgelopen achterstand van 0–3 redde hij de Duitse eer. Op 2 juni werd Höwedes door Löw opgenomen in de selectie voor het wereldkampioenschap voetbal in Brazilië. Clubgenoten Joël Matip (Kameroen), Klaas-Jan Huntelaar (Nederland), Atsuto Uchida (Japan), Sead Kolašinac (Bosnië en Herzegovina), Kevin-Prince Boateng (Ghana) en Julian Draxler (Duitsland) waren ook actief op het toernooi. Höwedes maakte zijn WK-debuut in de eerste wedstrijd (4–0) van de Duitsers tegen Portugal. Hij stond gepositioneerd als linksachter, naast Mats Hummels (vanaf de 73e minuut Shkodran Mustafi) en zag Hummels eenmaal en Thomas Müller driemaal scoren. Met Duitsland werd Höwedes op 13 juli wereldkampioen door in de finale Argentinië met 1–0 te verslaan. Tijdens het Europees kampioenschap voetbal in 2016, waarbij Höwedes tijdens alle door Duitsland gespeelde wedstrijden in actie kwam, was hij tijdens de beslissende strafschoppenserie in de kwartfinale tegen Italië de enige Duitse speler, op doelman Neuer na, die zijn strafschop niet hoefde te nemen. Duitsland werd op het EK van 2016 door Frankrijk in de halve finale uitgeschakeld (0–2). Op 26 maart 2017 speelde Höwedes zijn laatste interland, een 4–1 uitoverwinning op Azerbeidzjan in een kwalificatiewedstrijd voor het WK 2018.
| Interlands van Benedikt Höwedes voor Duitsland | Interlands van Benedikt Höwedes voor Duitsland | Interlands van Benedikt Höwedes voor Duitsland | Interlands van Benedikt Höwedes voor Duitsland | Interlands van Benedikt Höwedes voor Duitsland | Interlands van Benedikt Höwedes voor Duitsland |
| №                                              | Datum                                          | Wedstrijd                                      | Uitslag                                        | Competitie                                     | Goals                                          |
| Als speler bij Schalke 04                      | Als speler bij Schalke 04                      | Als speler bij Schalke 04                      | Als speler bij Schalke 04                      | Als speler bij Schalke 04                      | Als speler bij Schalke 04                      |
| ---------------------------------------------- | ---------------------------------------------- | ---------------------------------------------- | ---------------------------------------------- | ---------------------------------------------- | ---------------------------------------------- |
| 1.                                             | 29 mei 2011                                    | Duitsland – Uruguay                            | 2 – 1                                          | Vriendschappelijk                              |                                                |
| 2.                                             | 7 juni 2011                                    | Azerbeidzjan – Duitsland                       | 1 – 3                                          | EK-kwalificatie                                |                                                |
| 3.                                             | 2 september 2011                               | Duitsland – Oostenrijk                         | 6 – 2                                          | EK-kwalificatie                                |                                                |
| 4.                                             | 7 oktober 2011                                 | Turkije – Duitsland                            | 1 – 3                                          | EK-kwalificatie                                |                                                |
| 5.                                             | 11 oktober 2011                                | Duitsland – België                             | 3 – 1                                          | EK-kwalificatie                                |                                                |
| 6.                                             | 15 november 2011                               | Duitsland – Nederland                          | 3 – 0                                          | Vriendschappelijk                              |                                                |
| 7.                                             | 29 februari 2012                               | Duitsland – Frankrijk                          | 1 – 2                                          | Vriendschappelijk                              |                                                |
| 8.                                             | 26 mei 2012                                    | Zwitserland – Duitsland                        | 5 – 3                                          | Vriendschappelijk                              |                                                |
| 9.                                             | 15 augustus 2012                               | Duitsland – Argentinië                         | 1 – 3                                          | Vriendschappelijk                              | 81'                                            |
| 10.                                            | 14 november 2012                               | Nederland – Duitsland                          | 0 – 0                                          | Vriendschappelijk                              |                                                |
| 11.                                            | 6 februari 2013                                | Frankrijk – Duitsland                          | 1 – 2                                          | Vriendschappelijk                              |                                                |
| 12.                                            | 22 maart 2013                                  | Kazachstan – Duitsland                         | 0 – 3                                          | WK-kwalificatie                                |                                                |
| 13.                                            | 29 mei 2013                                    | Ecuador – Duitsland                            | 2 – 4                                          | Vriendschappelijk                              |                                                |
| 14.                                            | 2 juni 2013                                    | Verenigde Staten – Duitsland                   | 4 – 3                                          | Vriendschappelijk                              |                                                |
| 15.                                            | 6 september 2013                               | Duitsland – Oostenrijk                         | 3 – 0                                          | WK-kwalificatie                                |                                                |
| 16.                                            | 15 oktober 2013                                | Zweden – Duitsland                             | 3 – 5                                          | WK-kwalificatie                                |                                                |
| 17.                                            | 15 november 2013                               | Italië – Duitsland                             | 1 – 1                                          | Vriendschappelijk                              |                                                |
| 18.                                            | 19 november 2013                               | Engeland – Duitsland                           | 0 – 1                                          | Vriendschappelijk                              |                                                |
| 19.                                            | 13 mei 2014                                    | Duitsland – Polen                              | 0 – 0                                          | Vriendschappelijk                              |                                                |
| 20.                                            | 1 juni 2014                                    | Duitsland – Kameroen                           | 2 – 2                                          | Vriendschappelijk                              |                                                |
| 21.                                            | 6 juni 2014                                    | Duitsland – Armenië                            | 6 – 1                                          | Vriendschappelijk                              | 73'                                            |
| 22.                                            | 16 juni 2014                                   | Duitsland – Portugal                           | 4 – 0                                          | WK 2014                                        |                                                |
| 23.                                            | 21 juni 2014                                   | Ghana – Duitsland                              | 2 – 2                                          | WK 2014                                        |                                                |
| 24.                                            | 26 juni 2014                                   | Verenigde Staten – Duitsland                   | 0 – 1                                          | WK 2014                                        |                                                |
| 25.                                            | 30 juni 2014                                   | Algerije – Duitsland                           | 1 – 2                                          | WK 2014                                        |                                                |
| 26.                                            | 4 juli 2014                                    | Frankrijk – Duitsland                          | 0 – 1                                          | WK 2014                                        |                                                |
| 27.                                            | 8 juli 2014                                    | Brazilië – Duitsland                           | 1 – 7                                          | WK 2014                                        |                                                |
| 28.                                            | 13 juli 2014                                   | Argentinië – Duitsland                         | 0 – 1                                          | WK 2014                                        |                                                |
| 29.                                            | 3 september 2014                               | Duitsland – Argentinië                         | 2 – 4                                          | Vriendschappelijk                              |                                                |
| 30.                                            | 7 september 2014                               | Duitsland – Schotland                          | 2 – 1                                          | Kwalificatie EK 2016                           |                                                |
| 31.                                            | 18 november 2014                               | Spanje – Duitsland                             | 0 – 1                                          | Vriendschappelijk                              |                                                |
| 32.                                            | 25 maart 2015                                  | Duitsland – Australië                          | 2 – 2                                          | Vriendschappelijk                              |                                                |
| 33.                                            | 29 mei 2016                                    | Duitsland – Slowakije                          | 1 – 3                                          | Vriendschappelijk                              |                                                |
| 34.                                            | 4 juni 2016                                    | Duitsland – Hongarije                          | 2 – 0                                          | Vriendschappelijk                              |                                                |
| 35.                                            | 12 juni 2016                                   | Duitsland – Oekraïne                           | 2 – 0                                          | EK 2016                                        |                                                |
| 36.                                            | 16 juni 2016                                   | Duitsland – Polen                              | 0 – 0                                          | EK 2016                                        |                                                |
| 37.                                            | 21 juni 2016                                   | Noord-Ierland – Duitsland                      | 0 – 1                                          | EK 2016                                        |                                                |
| 38.                                            | 26 juni 2016                                   | Duitsland – Slowakije                          | 3 – 0                                          | EK 2016                                        |                                                |
| 39.                                            | 2 juli 2016                                    | Duitsland – Italië                             | 1 – 1 (6 – 5 n.s.)                             | EK 2016                                        |                                                |
| 40.                                            | 7 juli 2016                                    | Duitsland – Frankrijk                          | 0 – 2                                          | EK 2016                                        |                                                |
| 41.                                            | 4 september 2016                               | Noorwegen – Duitsland                          | 0 – 3                                          | Kwalificatie WK 2018                           |                                                |
| 42.                                            | 8 oktober 2016                                 | Duitsland – Tsjechië                           | 3 – 0                                          | WK-kwalificatie                                |                                                |
| 43.                                            | 15 november 2016                               | Italië – Duitsland                             | 0 – 0                                          | Vriendschappelijk                              |                                                |
| 44.                                            | 26 maart 2017                                  | Azerbeidzjan – Duitsland                       | 1 – 4                                          | WK-kwalificatie                                |                                                |

## Erelijst
| Competitie         |            |            |            |            |
| Competitie         | Aantal     | Jaren      |            |            |
| Schalke 04         | Schalke 04 | Schalke 04 | Schalke 04 | Schalke 04 |
| ------------------ | ---------- | ---------- | ---------- | ---------- |
| DFB-Pokal          | 1x         | 2010/11    |            |            |
| DFL-Supercup       | 1x         | 2011       |            |            |
| Juventus           |            |            |            |            |
| Serie A            | 1x         | 2017/18    |            |            |
| Coppa Italia       | 1x         | 2017/18    |            |            |
| Lokomotiv Moskou   |            |            |            |            |
| Beker van Rusland  | 1x         | 2018/19    |            |            |
| Russische Supercup | 1x         | 2019       |            |            |
| Duitsland          |            |            |            |            |
| FIFA WK            | 1x         | 2014       |            |            |
| Duitsland –21      |            |            |            |            |
| UEFA EK onder 21   | 1x         | 2009       |            |            |

1 Neuer ·
2 Gündoğan ·
3 Schmelzer ·
4 Höwedes ·
5 Hummels ·
6 Khedira ·
7 Schweinsteiger ·
8 Özil ·
9 Schürrle ·
10 Podolski ·
11 Klose ·
12 Wiese ·
13 Müller ·
14 Badstuber ·
15 Bender ·
16 Lahm  ·
17 Mertesacker ·
18 Kroos ·
19 Götze ·
20 Boateng ·
21 Reus ·
22 Zieler ·
23 Gómez ·
Coach: Löw
1 Neuer ·
2 Großkreutz ·
3 Ginter ·
4 Höwedes ·
5 Hummels ·
6 Khedira ·
7 Schweinsteiger ·
8 Özil ·
9 Schürrle ·
10 Podolski ·
11 Klose ·
12 Zieler ·
13 Müller ·
14 Draxler ·
15 Durm ·
16 Lahm  ·
17 Mertesacker ·
18 Kroos ·
19 Götze ·
20 Boateng ·
21 Mustafi ·
22 Weidenfeller ·
23 Kramer ·
Coach: Löw
1 Neuer ·
2 Mustafi ·
3 Hector ·
4 Höwedes ·
5 Hummels ·
6 Khedira ·
7 Schweinsteiger  ·
8 Özil ·
9 Schürrle ·
10 Podolski ·
11 Draxler ·
12 Leno ·
13 Müller ·
14 Emre Can ·
15 Weigl ·
16 Tah ·
17 Boateng ·
18 Kroos ·
19 Götze ·
20 Sané ·
21 Kimmich ·
22 Ter Stegen ·
23 Gómez ·
Coach: Löw